# Jeff Gorton
Jeffrey P. "Jeff" Gorton, född 27 april 1968, är en amerikansk idrottsledare och befattningshavare som var senast general manager för ishockeyorganisationen New York Rangers i National Hockey League (NHL).
Han avlade en kandidatexamen i idrott och hälsa vid Bridgewater State College och en master i ledarskap inom sport vid Springfield College.
Gorton började sin karriär inom NHL hos Boston Bruins på deras PR-avdelning,  efter det arbetade han som chef för deras talangscouter, assisterande general manager och fick hoppa in som tillförordnad general manager den 25 mars 2006 när Mike O'Connell fick sparken. Han fick återgå till att vara assisterande general manager den 15 juli när Bruins valde att ta in Peter Chiarelli som O'Connells ersättare. Den 27 juni 2007 fick han sparken av Bruins och på direkten fick Gorton en anställning som NHL-scout för New York Rangers. I oktober 2008 blev han befordrad till biträdande chef för spelarpersonalen och i juli 2011 fick han en ny tjänst som assisterande general manager med primärt ansvarsområde rörande spelarövergångar och kontraktsskrivningar. Den 1 juli 2015 meddelade Rangers att man hade utsett Gorton som ny general manager för hela ishockeyorganisationen, efter att Glen Sather hade lett Rangers de senaste 15 åren och ville prioritera sin president-roll.
Den 5 maj 2021 fick han och Rangers president för ishockeyverksamheten John Davidson sparken.